# Letitia Elizabeth Landon
Pour les articles homonymes, voir Landon.
Letitia Elizabeth Landon, née le 14 août 1802 à Chelsea (Londres) et morte le 15 octobre 1838 en Côte-de-l'Or, est une poétesse et romancière anglaise, plus connue sous ses initiales L.E.L.

## Biographie
Elle a publié des vers dans The Literary Souvenir de 1827 en accompagnement de la gravure L'Abandonnée réalisée à partir du tableau de Gilbert Stuart Newton. Un dessin de L'Abandonnée est conservé au Victoria and Albert Museum. Elle publie The Easter Gift en 1832, illustré notamment d'une gravure de Charles Turner Warren d'après Joshua Reynolds.